# Gare de Kita-Kashiwa
La gare de Kita-Kashiwa (北柏駅, Kita-Kashiwa-eki) est une gare ferroviaire japonaise située dans la ville de Kashiwa dans la préfecture de Chiba. Elle est gérée par la East Japan Railway Company (JR East).

## Situation ferroviaire
La gare de Kita-Kashiwa est située au point kilométrique (PK) 29,2 de la ligne Jōban.

## Histoire
La gare a été inaugurée le 10 avril 1970.

## Service des voyageurs

### Accueil
La gare dispose d'un bâtiment voyageurs, avec guichet, ouvert tous les jours.

### Desserte
- Ligne Jōban (local) :
  - voie 1 : direction Toride
  - voie 2 : direction Ayase (interconnexion avec la ligne Chiyoda pour Yoyogi-Uehara)